# Neoosmanismus

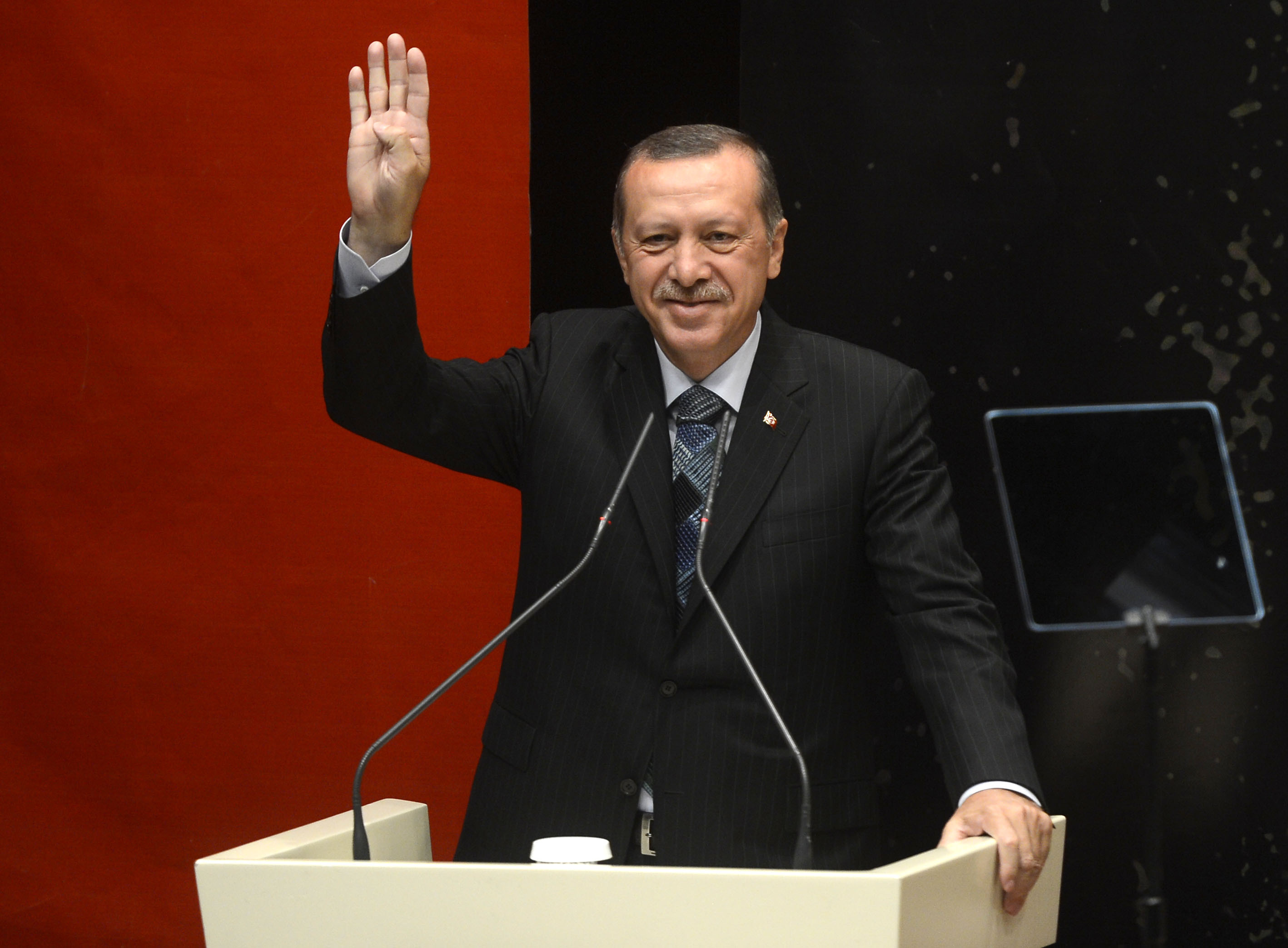
Recep Tayyip Erdoğan dělá gesto zvané rabia, jež je spojováno s Muslimským bratrstvem

Neoosmanismus nebo neo-osmanismus (turecky: Yeni Osmanlıcılık nebo Neo-Osmanlıcılık) je imperialistická turecká politická ideologie, která obhajuje osmanskou minulost Turecka a podporuje větší angažovanost Turecka v oblastech, jež byly dříve pod nadvládou Osmanské říše. Neosmanismus se tak staví proti kemalismu, který stál u počátků Turecké republiky, a který osmanské dědictví odmítal a vyhraňoval se vůči němu.
Neoosmanismus se objevil na konci studené války s rozpadem Sovětského svazu. Jeho první vlna z 90. let je spjata s ideologií Cengiza Candara, tureckého novináře a zahraničněpolitického poradce prezidenta Turguta Özala. Druhá vlna je spojena s politikem a politologem Ahmetem Davutoğluem, který byl tureckým premiérem v letech 2014–2016. Ten přišel se zahraničněpolitickou koncepcí, jejímž cílem bylo udělat z Turecka mocnost se silným vlivem na Balkáně, na Kavkaze a na Blízkém východě. Klíčovým mužem ve svém týmu pak Davutoğlua udělal prezident Recep Tayyip Erdoğan (ve funkci od roku 2014), který do ideologie doplnil panislamistické prvky a aplikoval ji na konkrétní mezinárodněpolitické kroky ve východním Středomoří, na Kypru, vůči Řecku, Iráku, Sýrii, Arménii a také v Africe, zejména v Libyi. K samotnému termínu neoosmanismus se však Erdoğan a jeho podporovatelé nehlásí.